# Ama Tutu Muna
Ama Tutu Muna (Limbé, 17 de julio de 1960) es una política camerunesa, que fue Ministra de Arte y Cultura de su país desde 2007 a 2015.

## Educación
Muna nació en la ciudad de Limbé, en la Región del Sudoeste (Camerún) el 17 de julio de 1960. Es la más joven de ocho hermanos, hijos de Salomón Tandeng Muna, ex Primer Ministro del Camerún anglófono y más tarde vicepresidente de Camerún, y Elizabeth Fri Ndingsa. Es hermana de Bernardo Muna, presidente de la Alianza de Fuerzas Progresistas, y Akere Muna, presidente de la Junta directiva de la Conferencia Internacional Anticorrupción. Estudió lingüística en la Universidad de Montreal, Canadá, donde se graduó en 1983.

## Carrera
Fue Secretaría de Estado en el Ministerio de Economía en Limbe de diciembre de 2004 hasta el 2007, año en qué fue nombrada Ministra de Arte y Cultura. Fundó la Cooperativa de Mujeres de Mbengwi para mejorar las condiciones de las mujeres en los ámbitos rurales y fundó el Foro de Mujeres norteñas-oeste.
En 2014, Muna fue criticada por haber transferido artefactos culturales de la Región del noroeste en Yaundé. El 22 de mayo de 2015, el Primer Ministro Philemon Yang le dio a Muna una orden para disolver, en cuarenta y ocho horas, la SOCACIM, una sociedad de derechos de autor que había creado. Fue apartada de su posición ministerial por la mala gestión sobre los derechos de autor el 2 de octubre del año 2015 por el presidente Paul Biya. En febrero de 2016, se le pidió que abandonara su villa ministerial paraestatal en Bastos, pero se negó y reclamó que había hecho arreglos para comprarla. En septiembre del mismo año todavía permanecía a la vivienda.